# Toei Animation

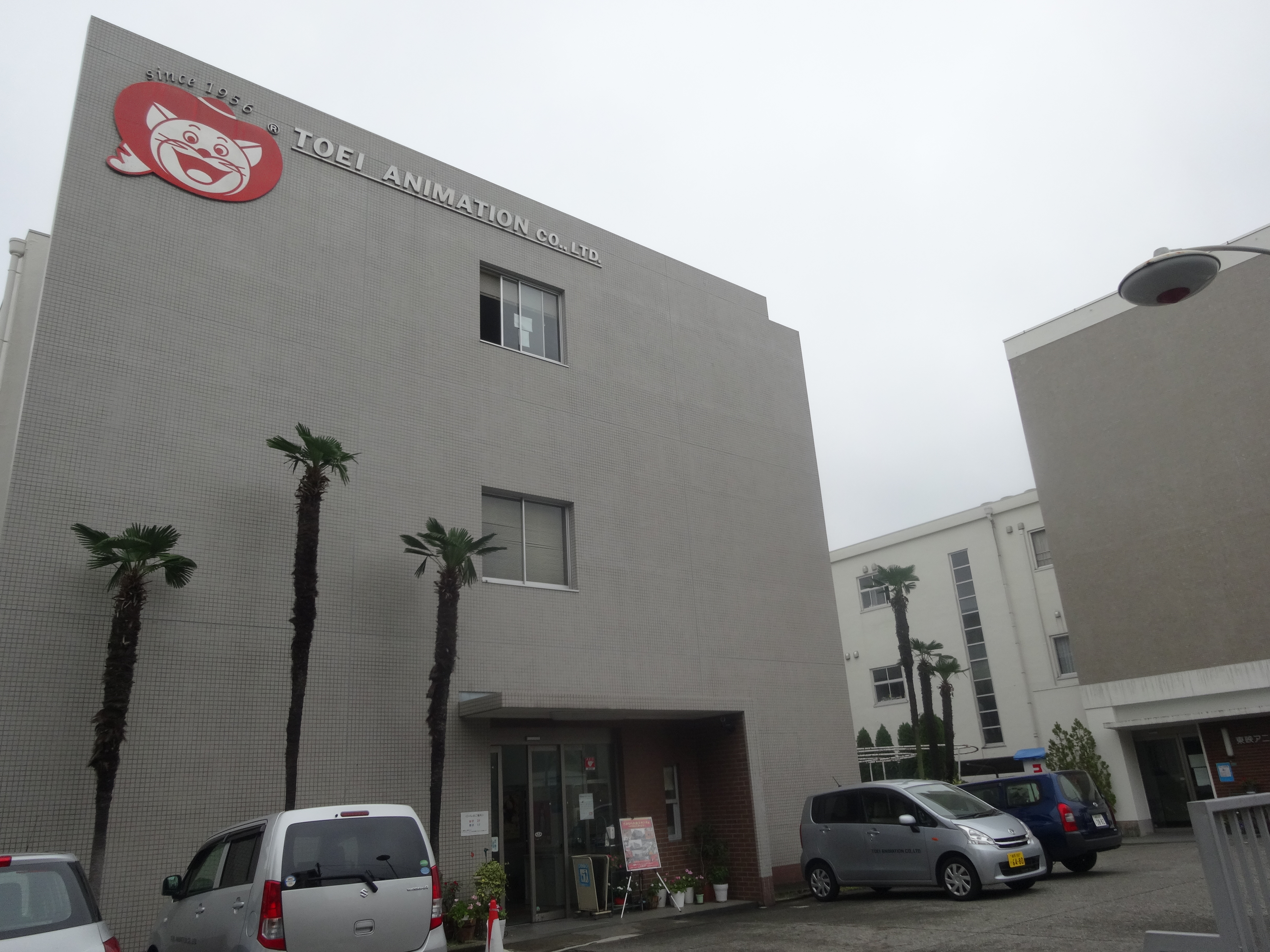
Toeis animationsstudio 2014, med bolagets maskot Pero från Mästerkatten i stövlar.

Toei Animation (förkortning för Tōkyō Eiga Animation) är en animationsstudio belägen i Tokyo, Japan. Den ingår i filmbolaget Toei.
Studion har utvecklat en mängd anime-produktioner, däribland Silver Fang, Digimon, Sailor Moon, Dragon Ball, Little Memole, Dr. Slump och One Piece och har även stått för animationen till flera amerikanska TV-serier, däribland My Little Pony, Drakar & Demoner, Jem and the Holograms och den första Transformers-serien The Transformers.